# O Infiltrado
O Infiltrado é um programa de televisão brasileiro exibido no canal de TV por assinatura History Channel. No estilo de reality-documentário, a série foi criada por Gideon Boutiling, Krishna Mahon, Fred Melo Paiva,Gretha Viana e Nuno Godolphim . Apresentada pelo jornalista Fred Melo Paiva, teve sua estreia em 8 de maio de 2013 com 9 episódios. A série gira em torno das tentativas do apresentador de se infiltrar em universos desconhecidos para ele, com uma missão de compreender de dentro aquele mundo.
A série foi indicada ao Emmy Internacional de 2014, na categoria Non-Scripted Entertainment.

## Episódios
Primeira Temporada:
1. Evangelismo
2. MMA
3. Sósia
4. Política
5. Sertanejo
6. Segurança
7. Macho Man
8. Pet
9. Magia

Segunda Temporada:
1. Pornô
2. Funk
3. Web Celebridades
4. Morte
5. Exorcista
6. Detetives
7. Carioca
8. Capitalistas
9. Líderes Espirituais
10. Futebol
11. Papai Noel